# Жил-был кот
Жил-был кот (яп. ルドルフとイッパイアッテナ Рудоруфу то Иппаиаттэна, англ. Rudolf the Black Cat) — японский полнометражный компьютерный мультфильм 2016 года, снятый по мотивам одноимённого произведения Хироси Саито, выпущенного в 1987 году. В России мультфильм вышел 13 июля 2017 года в ограниченном прокате.

## Сюжет
Котёнок Рудольф живёт у любящей его девочки Ри. Он хочет узнать, что находится вне стен дома, и вскоре убегает из двора через незапертую калитку. Находясь на улице, Рудольф крадёт рыбу и убегает от разъярённого продавца. При побеге котёнок запрыгивает в грузовик, который уезжает в другой город. Оказавшись в неизвестном месте, Рудольф встречает большого рыжего кота, который на вопрос об имени отвечает: «Их миллион…», но Рудольф буквально воспринимает его имя как Ихмиллион. Ихмиллион берёт Рудольфа под своё крыло. Также он узнаёт, что котенок ничего не знает о своём доме, кроме того, что он находится на третьей улице.
На следующий день Ихмиллион показывает Рудольфу город, и тот замечает, что разные люди называют Ихмиллиона разными именами. После прогулки Рудольф знакомится с котом Буши, который показывает ему живущего во дворе одного дома бульдога Дьявола и рассказывает Рудольфу, что Ихмиллион был домашним котом.
Когда Рудольф рассказывает Ихмиллиону всё, что услышал от Буши, тот приводит его к дому, расположенному по соседству с домом, где живёт Дьявол, и рассказывает, что его первым именем было Тигр, а хозяин научил его читать, но вскоре уехал, и Тигр остался в городе, где ему пригодились навыки чтения, один. Ихмиллион решает научить Рудольфа читать, чтобы котёнок мог вернуться домой. В процессе обучения Рудольф узнаёт, что его дом находится в городе Гифу, после чего пытается отправиться домой на фургоне, который оказывается морозильной камерой, но Ихмиллион и Буши спасают его.
С приходом осени Рудольф и Ихмиллион находят листовку с информацией об автобусной экскурсии в Гифу и понимают, что это шанс для Рудольфа наконец вернуться домой. Но перед отъездом котёнок узнаёт от Буши, что Ихмиллион сильно ранен, и обращается за помощью к школьному учителю, который знаком с Ихмиллионом и позволил котам воспользоваться библиотекой у себя в школе. Мужчина относит кота в ветеринарную клинику. От Буши Рудольф узнаёт, что Ихмиллион отправился к Дьяволу за мясом и был даже готов на унизительные действия, но несмотря на выполненную просьбу, Дьявол набросился на Ихмиллиона. Рудольф в отместку побеждает Дьявола и заставляет его больше не запугивать котов, но упускает возможность отправиться домой.
С наступлением весны Рудольф узнаёт, что дом, в котором когда-то проживал хозяин Ихмиллиона, планируют снести. Проходя мимо этого дома, Рудольф узнаёт от Дьявола, что когда-то они с Тигром дружили, но после отъезда хозяина кота Дьявол стал насмехаться над Ихмиллионом, завидуя его свободе (сам пёс сидел на привязи). Позже Ихмиллион рассказывает Рудольфу, что на следующий день в сторону Гифу должен отправиться грузовик, на котором котёнок сможет с пересадками добраться до дома, и учит его ориентироваться по номерным знакам (в Японии на них указывают названия префектур). Перед отъездом друзья устраивают Рудольфу прощальный ужин во дворе Дьявола (который к этому моменту уже стал добрым). Ихмиллион тоже планирует покинуть город, думая, что его хозяин так и не вернётся, поскольку его дом перестраивают.
Преодолев долгий путь до Гифу, Рудольф наконец находит свой дом, но оказывается разочарован: со времён его исчезновения прошёл год, и его заменили другим чёрным котёнком, которого также зовут Рудольфом. Оказывается, что у них одна мать. Когда котёнок спрашивает его имя, первый Рудольф произносит «Ихмиллион», и котёнок считает это странным именем, как и сам Рудольф ранее. Рудольф обнимается со спящей Ри, а когда она встаёт, покидает дом и возвращается обратно в другой город.
Вернувшись, Рудольф встречается с Ихмиллионом и узнаёт, что он никуда не уходил, так как человек, отремонтировавший дом, оказался его хозяином. Вечером во дворе этого дома друзья устраивают вечеринку.

## Персонажи
- Рудольф (яп. ルドルフ Рудоруфу) — протагонист мультфильма. Котёнок, который из-за своего любопытства случайным образом потерялся. Имеет чёрный окрас, с частично белым окрасом на голове и на кончике хвоста.

Сэйю: Мао Иноуэ.
- Ихмиллион/Одинокий кот/Тигр/Босс (яп. イッパイアッテナ Иппайаттэна) — дейтерагонист мультфильма. Большой полосатый кот со смесью кремового и белого окраса. Берёт потерявшегося Рудольфа под «своё крыло» и становится его наставником. Имеет множество различных имён, откликается на все из них.

Сэйю: Рёхэй Судзуки.
- Буши (яп. ブッチー Бутти:) — тритагонист мультфильма. Тощий кот с окрасом триколор. Предположительно — породы ориентал. Буши живёт у своих хозяев в магазине посуды. В течение мультфильма у Буши появляется пара — скоттиш-фолд Мисси.

Сэйю: Норито Ясима.

## Критика
Среди русских критиков мультфильм «Жил-был кот» получил скорее положительные отзывы. Критик Борис Иванов из Empire описал:

В итоге «Жил-был кот» оказывается не приключенческим, а нравоучительным мультфильмом для малышей, который доказывает важность грамотности и демонстрирует, как должны выглядеть преданная дружба и искренняя забота. Душевности и доброты в мультфильме хоть отбавляй, а очаровательной трогательности и того больше (кошки! пушистые!). Но в полуторачасовом мультфильме, который показывают в кино, а не в школе, должна быть ещё и увлекательность. А с ней у «Жил-был кот» все довольно плохо. Слишком мало угроз, слишком мало проблем и явно недостаточно драматизма. При этом юмор в мультфильме простенький и едва смешной, а визуальные красоты исчерпываются каменными пейзажами токийского пригорода.

Инна Син в своей рецензии на сайте «Киноафиша» указала на недостатки в мультфильме: простой сюжет и непроработанная анимация. Свою рецензию она закончила словами: «С „Котом“ можно смело оставлять ребёнка, будучи уверенным в правильности культивируемых ценностей, однако взрослым смотреть эту картину будет вряд ли интересно».

## Прокат
Премьера мультфильма состоялась в Японии 6 августа 2016 года. В первый уик-энд мультфильм занял 5 место среди самых кассовых мультфильмов в Японии, собрав сумму в размере 187,3 млн иен. Ко второму уик-энду собрал 6,6 млн долларов, а к третьему уик-энду — 10,2 млн долларов.
В России мультфильм вышел в прокат 13 июля 2017 года. Но кассовые сборы в России составили менее 100 тысяч долларов. Причинами низких сборов, по всей видимости, стали выход мультфильма в ограниченном прокате и возможность посмотреть мультфильм в сети ещё до премьеры.
Фильм был полностью локализован: все реплики дублированы, а важные надписи перерисованы на русские. В то же время, когда Ихмиллион учит Рудольфа читать, вместо перевода простых разрозненных иероглифов субтитром даются фразы, поощряющие грамотность.